# Åklagarens vittne (pjäs)
För andra betydelser, se Åklagarens vittne (olika betydelser).
Åklagarens vittne (engelska: Witness for the Prosecution) är en pjäs av Agatha Christie baserad på hennes novell "Traitor's Hands" från 1925. Pjäsen hade premiär i London den 28 oktober 1953 på Winter Garden Theatre (även om urpremiären hade ägt rum i Nottingham den 28 september) och spelades 468 gånger. Den producerades av Sir Peter Saunders.

## Historia
År 1953 bad Peter Saunders, producenten av Råttfällan, Agatha Christie att anpassa sin novell Åklagarens vittne för teaterscenen, men hon uttryckte viss motvilja. Pjäsen var tänkt att fokusera på en rättegång i domstol och Agatha Christie var inte alls någon expert på rättsvetenskap. Saunders försök att övertala henne ledde till att hon sa till honom: "Om du anser att det finns en pjäs däri, skriv den själv." Han började att göra så och levererade inom kort ett första utkast av pjäsen till Christie. När hon hade läst det sa hon att hon inte tyckte att pjäsen som sådan var bra nog men att han sannerligen hade visat henne att det kunde göras. Efter att ha gjort efterforskningar med hjälp av advokater tog Christie mindre än tre veckor på sig att skriva pjäsen. Hon gjorde några ändringar från romanen, som att ändra namnet på karaktären från Romaine Vole till Christine. Hon skrev ett annorlunda slut på romanen för att åstadkomma en mer våldsam och visuellt dramatisk avslutning. Till en början ville ingen ha det nya slutet, utan föredrog det gamla, men Christie hade sista ordet.
Premiären ägde rum den 28 oktober 1953 på Winter Garden Theatre i London i regi av Wallace Douglas. Agatha Christie var närvarande vid premiären och hon avslöjade sin självbiografi att det var den enda premiären som hon kunde njuta av helt och hållet. Stycket såg ut precis som hon hade tänkt sig och inga tekniska problem uppstod. Publiken satt trollbunden av spelet och särskilt av det oväntade slutet. Vid applådtacket radade alla de 28 skådespelarna upp sig på scenen och bugade sig för Christie som satt i en loge. Hon skrev att hon var "mycket lycklig" och
"än mer av publikens applådet. Jag smet som vanligt ut bakvägen efter att ridån gått ner och stod och väntade på min bil. Plötsligt omringades jag av vänliga människor, helt ordinära personer ur publiken som kände igen mig. De klappade mig på ryggen och gav upppmuntrande tillrop - 'Bästa du skrivit!' 'Förstklassigt, tummen upp verkligen!' och 'Älskade varje minut av den!' Autografblocken kom fram och jag skrev glatt och lyckligt. Min självkänsla och nervositet infann sig inte för en gångs skull. Ja, det var en minnesvärd afton. Jag är fortfarande stolt över den. Och det händer då och då att jag gräver fram den ur minnets gömma, beskådar den och säger 'Det var den natten det!'".

## Mottagande

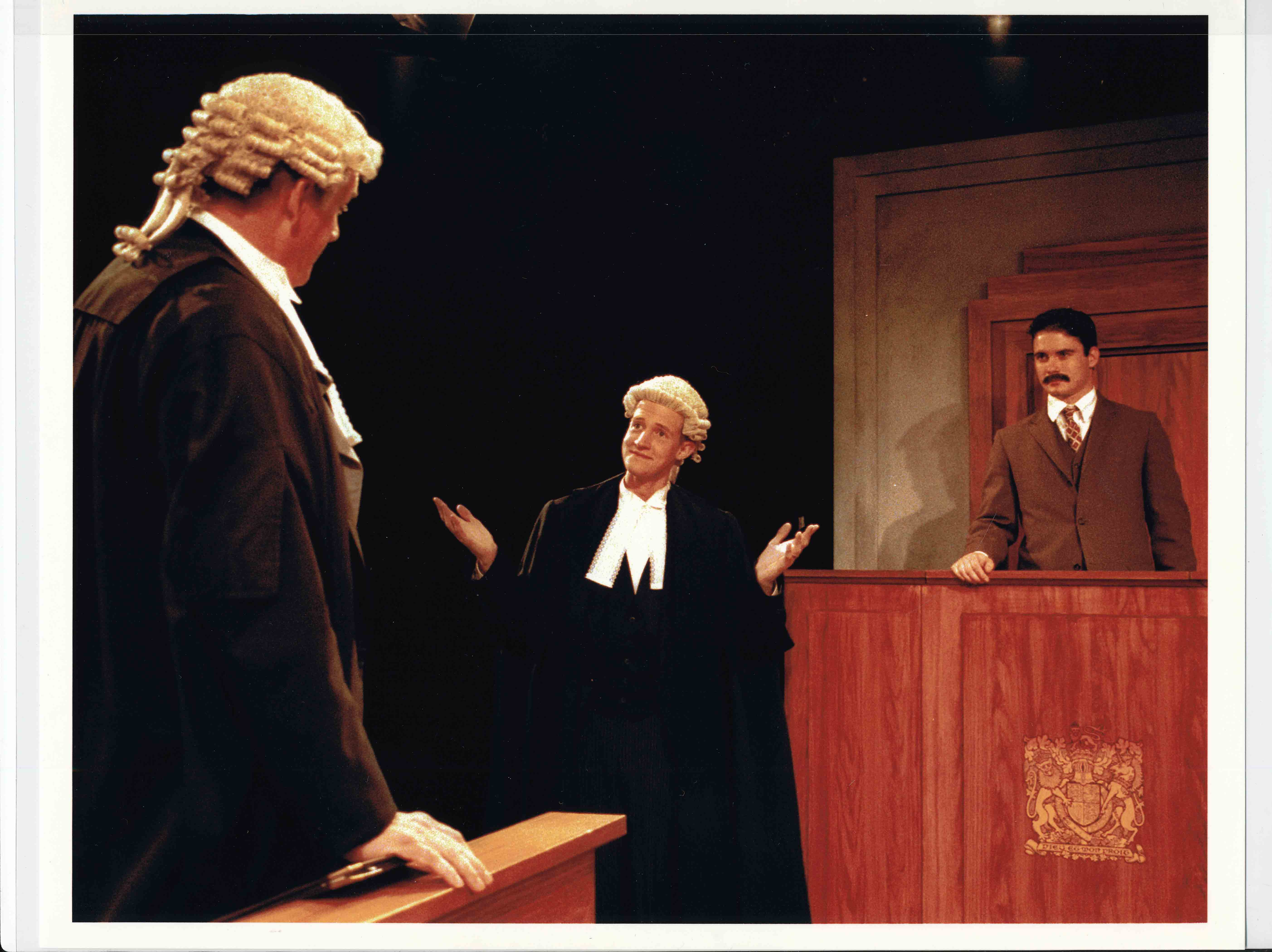
En uppsättning av pjäsen 2016 av Otterbein University Theatre & Dance i USA.

The Times för 29 oktober 1953 var entusiastisk i sitt beröm och sade: "Författaren har två mål i sikte och hon uppnår dem båda. Hon tar oss än med in i Old Bailey under en spännande rättegång för mord, än in i kammare där de mänskliga reaktionerna hos de advokater som är engagerade i fallet kan studeras; Och när rättegången är över och det inte tycks finnas något mer att säga, river hon snabbt upp det nystan som lagen självsäkert har nystat ut och lämnar sig själv med en upplösning som är både överraskande och trovärdig." Recensenten redogjorde för grunderna i handlingen och kommenterade att Patricia Jessels prestation på de anklagades bänk var "kallblodig" och att hon "gör en tydlig bild av hatet som plötsligt frigör sig från hämningar som har blivit outhärdliga" och att Derek Blomfield var "lika bra". Det största berömmet reserverades för klimaxen: "Mrs Christie har vid det här laget fått publiken där hon vill ha dem. Ett lägligt ingripande av en kvinna på gatan som erbjuder nya bevis verkar vara precis vad rättegången behöver, och när den återupptas leder bevisen den triumferande till ett tillfredsställande slut. Det är först då som den fulländade thrillerförfattaren visar sin verkliga talang."
Ivor Brown från The Observer skrev i numret av den 1 november 1953 att pjäsen hade "alla de vanliga fördelarna med rättegångsdrama, ångestfyllda utbrott på de anklagades bänk och svar från vittnesbåset. Till dessa fogas ett ansenligt och sinnrikt slut: Juryns utslag är bara början på en historia som har lika många vändningar som en fläta." Han sammanfattade med en kommentar om Patricia Jessels prestation, som "tar titelrollen med kylig effektivitet. Oavsett om hon är en orm i gräset eller en fjäril på väggen måste man själv ta reda på det. Det kommer att bli många som gör det."
Philip Hope-Wallace skrev i The Guardians nummer den 30 oktober 1953 om slutet: "Rättvisa har skipats och man har sett att rättvisa har skipats. Vi nickar gillande, varpå Mrs Christie i själva verket säger "Åh, så du trodde att det var slut?" och med en oväntad kortvändning låter hon oss se hur fel vi hade. Detta är tillfredsställande, men det gör kritik nästan omöjlig. För det första får man inte avslöja ledtråden och för det andra måste man ompröva om de vittnen som verkade mest trovärdiga i själva verket inte var mindre bra spelare än de som på något sätt inte verkade vara riktigt 'i karaktär'." Hope-Wallace medgav dock att premiären var "en stor framgång" och sade att pjäsen presenterade ett "välgjort, humoristiskt, spännande fall".

## Scener
Akt I
- Sir Wilfrid Robarts kabinett. Eftermiddag.

Akt II
- Old Bailey, London. Sex veckor senare. Morgon.

Akt III
- Scen 1: Sir Wilfrid Robarts arbetsrum. Samma kväll.
- Scen 2: High Criminal Court (Old Bailey), London. Nästa morgon.

## Handling
En stilig ung man, Leonard Vole, anklagas för mordet på en gammal och förmögen ungmö, som han ofta besökte, utan att den gamla kvinnan visste att Leonard var gift. I testamentet ger den gamla damen sin förmögenhet till Leonard. Allt tyder på att Leonard är den gamla kvinnans mördare, men advokaten Sir Wilfrid Robart som utreder fallet måste undersöka det alibi som Leonard presenterar som hävdar att han vid tidpunkten för brottet var tillsammans med sin fru Romaine. Advokaten har föga hopp om att domstolen kommer att tro på en förälskad kvinnas vittnesmål. Hans förvåning blir dock större när Romaine i rätten insisterar på att hennes man kom hem med sina kläder fläckade av blod. Sir Wilfrid får besök av en förklädd kvinna som överlämnar ett brev från Romaine adresserat till sin älskare, i vilket hon gratulerar sig själv till att ha kunnat bli av med Leonard, trots att han var hemma när brottet begicks. Advokaten lägger fram brevet som bevis och vittnesmålet från Romaine underkänns och hon blir anklagad för mened medan Leonard frikänns. Men det var vad Romaine ville: det var hon som skrev brevet med den påhittade historien om sin älskare och sedan överlämnade det, förklädd till en vanlig kvinna. Allt detta för att rädda sin man som är skyldig. Romaine förbereder sig för att gå i fängelse för mened. Men då uppenbarar sig Leonards älskarinna med vilken han planerar att ge sig av. Romaine sticker en kniv i honom och han dör. Sir Wilfrid har fått en ny klient att försvara.

## Bearbetningar
Den allra första framställningen av berättelsen, precis före premiären av Christies pjäs, var i form av en direktsänd TV-sändning på CBS Televisions Lux Video Theatre den 17 september 1953 och med Edward G. Robinson (som gjorde sin TV-debut), Andrea King och Tom Drake i huvudrollerna.
Filmversionen, baserad på Christies pjäs, hade premiär den 6 februari 1958 och regisserades av Billy Wilder. Charles Laughton spelade Sir Wilfred, Marlene Dietrich spelade Romaine (omdöpt till Christine) och Tyrone Power spelade Leonard Vole i sin näst sista roll. En karaktär som inte är med i pjäsen, Sir Wilfreds sköterska Miss Plimsoll, skapades för filmen och spelades av Laughtons fru Elsa Lanchester. Una O'Connor som hade spelat hushållerskan Janet MacKenzie på New York-scenen, repriserade sin roll i filmen. Laughton och Lanchester nominerades till var sin Oscar.
1982 gjordes en TV-version med Sir Ralph Richardson, Deborah Kerr, Beau Bridges, Donald Pleasence, Dame Wendy Hiller och Diana Rigg. Den bearbetades av Lawrence B. Marcus och John Gay utifrån originalmanuset och regisserades av Alan Gibson.

## London County Hall produktion - 2017 till idag

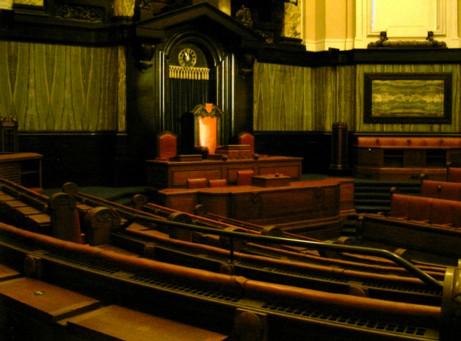
Rättssalen i London Coumty Hall som används som spelplats för Åklagarens vittne

I oktober 2017 hade en unik uppsättning av pjäsen premiär i London County Halls rättssal och produktionen hyllades av kritikerna. Föreställningarna avbröts i mars 2020 på grund av covid-19-pandemin i Storbritannien och återupptogs i september 2021. Från och med april 2024 finns biljetter till försäljning fram till mars 2025. Föreställningen spelas i de magnifika omgivningarna i kammaren till det historiska London County Hall.